# セントラリア (ペンシルベニア州)

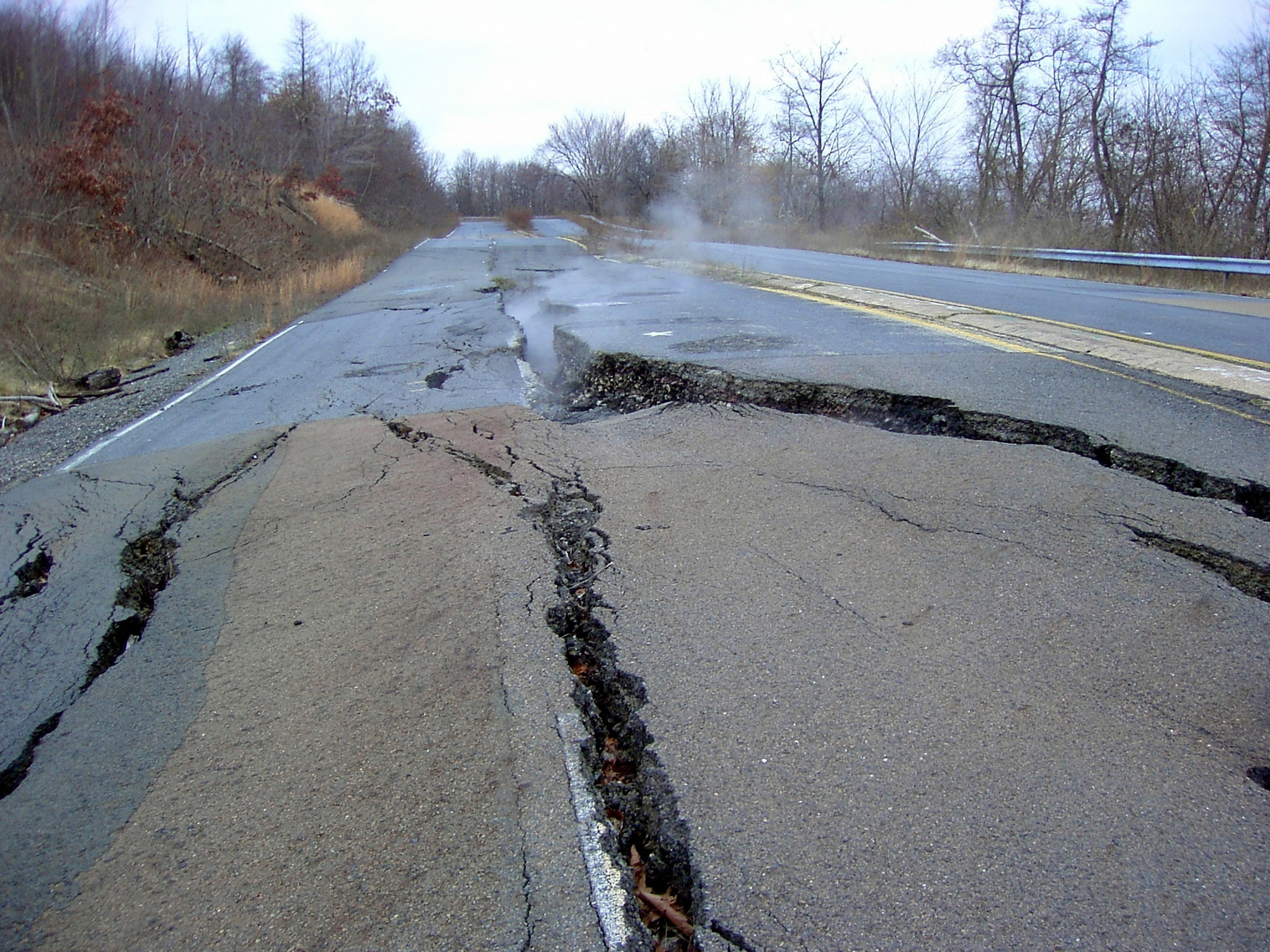
坑内火災の影響で通行不能となったペンシルベニア州道61号

セントラリア（英語: Centralia）は、アメリカ合衆国ペンシルベニア州コロンビア郡の町。19世紀後半から石炭鉱業によって栄えたが、1962年に発生した坑内火災の影響により連邦政府による退去勧告が出され、住民が町を去った結果ゴーストタウンと化した。この火災は今もなお鎮火されずに燃え続けている。

## 地理
セントラリアはフィラデルフィアから北西に86マイル（約138km）、ハリスバーグから北東に46マイル（約74km）の地点に位置している。アメリカ合衆国統計局によると、町の総面積は0.2mi2 (0.6km2) であり、水域はなく全域が陸地となっている。

## 人口
上述のように退去勧告が出されているが、完全な無人となったわけではなく、まだ住み続けている住民がいる。2007年は9人、2010年の国勢調査では10人であり、人口密度は平方マイルあたり87.5人 (33.8人/km2) である。平方マイルあたり66.7人（25.7人/km2）の平均的な密度に16軒の住宅が建っている。2013年の推計では7人。
2000年時点の人口は10世帯21人であった。10世帯のうち1世帯（10%）は18歳未満の子供と同居し、夫婦のみの世帯が5世帯（50%）、1世帯は未婚女性が世帯主であった。家族を持たない独身世帯は3世帯で、そのうち1世帯は65歳以上の人が暮らしている。1世帯の平均規模は2.10人、1家族の平均規模は2.57人であった。人種構成は全員が白人である。
年齢構成は18歳未満が1人（5%）、18歳から24歳が1人、25歳から44歳が4人（19%）、45歳から64歳が7人（33%）、65歳以上が8人（38%）であり、平均年齢は62歳である。男女構成は女性10人と男性11人からなり、男性のうち1人が18歳未満であった。
世帯ごとの所得の平均は合計で23750ドル、家族ごとの平均所得は28750ドルであった。1人あたりの平均所得は16083ドルであり、貧困線を下回る生活を送る人はいない。

## 歴史

### 黎明期
セントラリアとその周辺は炭田の広がる地域の1つであり、1960年代まで良質な無煙炭の採掘が盛んな炭鉱の町として栄えていた。炭鉱開発前の1841年、ジョナサン・ファウストによってブルズヘッド・タヴァーン（Bull's Head Tavern）と呼ばれる酒場が開かれた。1854年には鉱山技師のアレキサンダー・W・レア（Alexander W. Rea）が炭鉱と町を開発し、街路や土地が整備されている。当初はセンターヴィル（Centerville）と呼ばれていたが、1866年に改称されセントラリアとなった。
1966年までは鉄道も通っており、フィラデルフィア・アンド・レディング鉄道とリーハイ・バレー鉄道の2社が運行を行なっていた。最盛期の1890年には2761人の人口を抱えていたが、1980年には1012人に減少している。
1860年代から1870年代にかけて、セントラリアは秘密結社「モリー・マグワイアズ」による犯罪活動の標的となった。セントラリアの町を開いたアレキサンダーも被害者の1人となり、1868年9月17日に暗殺された。逮捕された3人の実行犯は有罪判決を下され、絞首刑に処せられている。

### 火災
坑内火災が発生したのは、1962年5月のことであった。火災の原因は明らかになっていないが、集積所のごみを焼却したところ、地下の鉱脈に火が燃え移ったとされる説が有力である。その火が燃え広がった結果、地表では地面が70℃から80℃の熱を帯び、地下水は水蒸気となって煙や有毒ガスとともに地表に噴出するようになった。また、地下水が失われたことによる地盤沈下に加えて、一酸化炭素・二酸化炭素の濃度の上昇による健康への悪影響も相まって、セントラリアの住民は生活が困難になるという事態となった。
坑内火災の消火には莫大な費用が必要とされ、また技術面での課題も多いことから、連邦政府は消火活動を断念。このため、セントラリアの住民には立ち退き料が支払われ、住民はこの地を去った。2002年には郵便公社によってZIPコードが抹消された。

### 現在
廃墟となったセントラリアの建物はその多くが取り壊され、自然に還っている。現在でも煙と有毒ガスの噴出は続き、町の南方から通じるペンシルベニア州道61号線の道路上にも坑内火災による亀裂が発生し、使用不能となった。復旧の見込めない従来の道は放棄・封鎖され、州道の正式なルートは迂回路に変更された。損壊箇所に続く従来のルートは両端の迂回路との分岐点に土の山が盛られ、通行が遮断されているが、訪れた多くの観光客による落書きで埋め尽くされている。地下で燃え続ける火は雨が降っても消えることはなく、いつ鎮火するのかは全く分かっていない。自然鎮火までに必要な時間は数百年以上といわれている。
1966年、当時の住民によって退役軍人記念碑の隣にタイムカプセルが埋められた。このタイムカプセルは本来は2016年に掘り出される予定となっていたが、実際はそれより2年早い2014年10月に掘り出された。

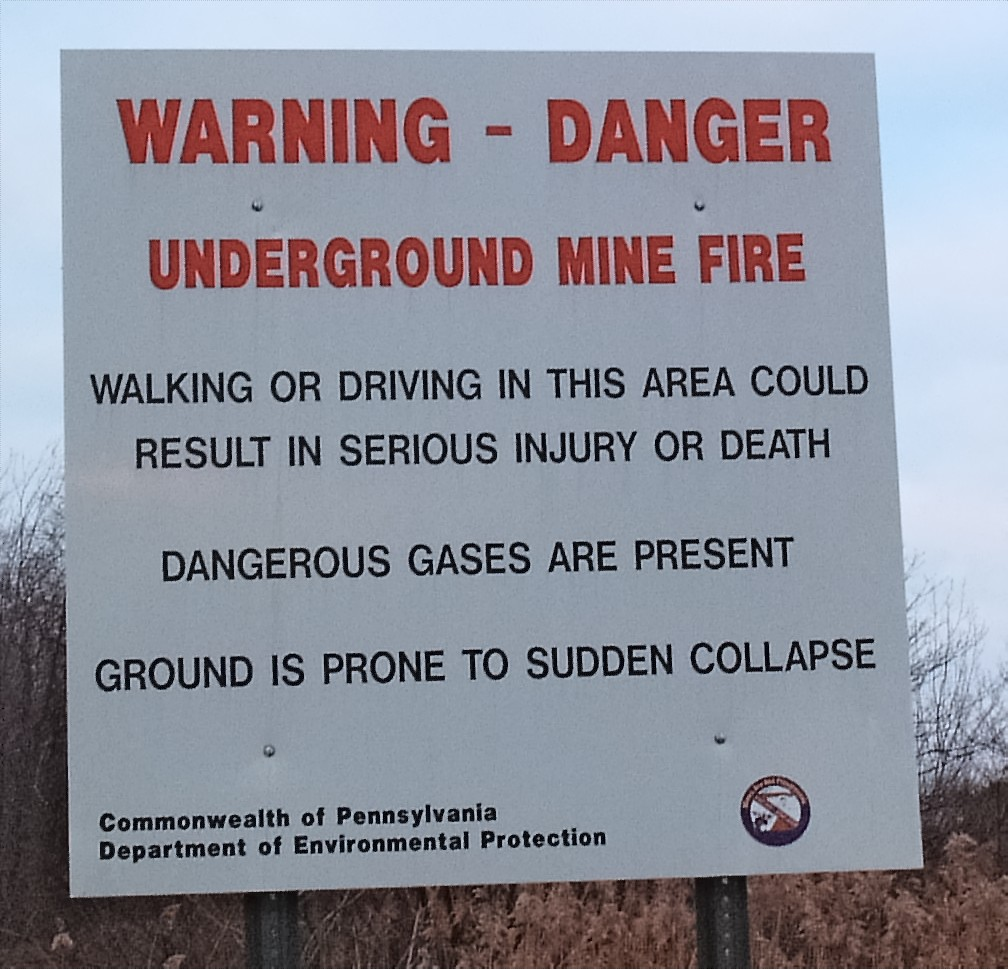
現地の掲示板。「この地域に立ち入ると死亡または重傷のおそれがあります」「危険なガスが存在します」「道路が前触れなく崩壊しやすくなっています」と警告されている
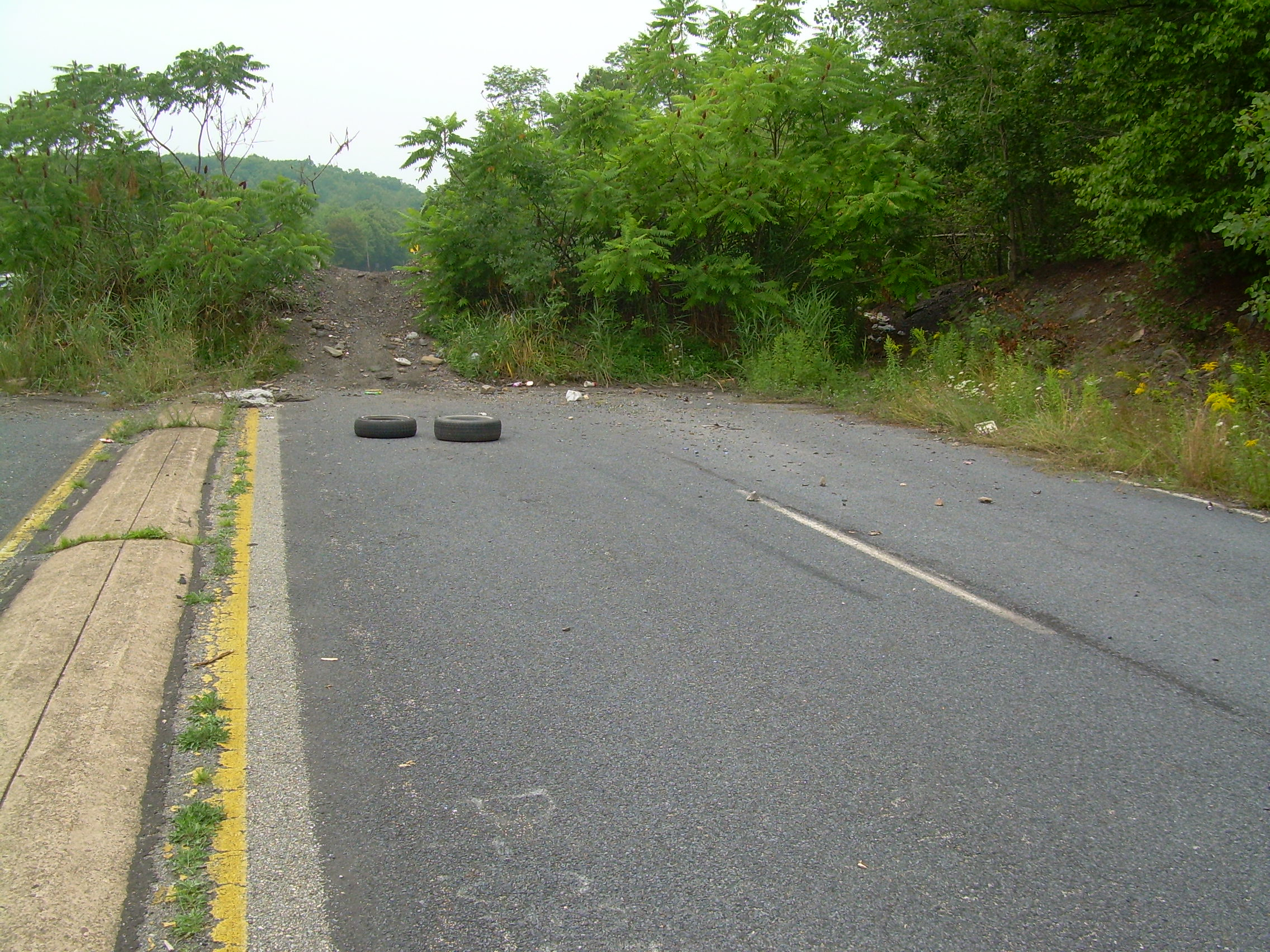
道路上に土が盛られて通行できなくなった州道61号線
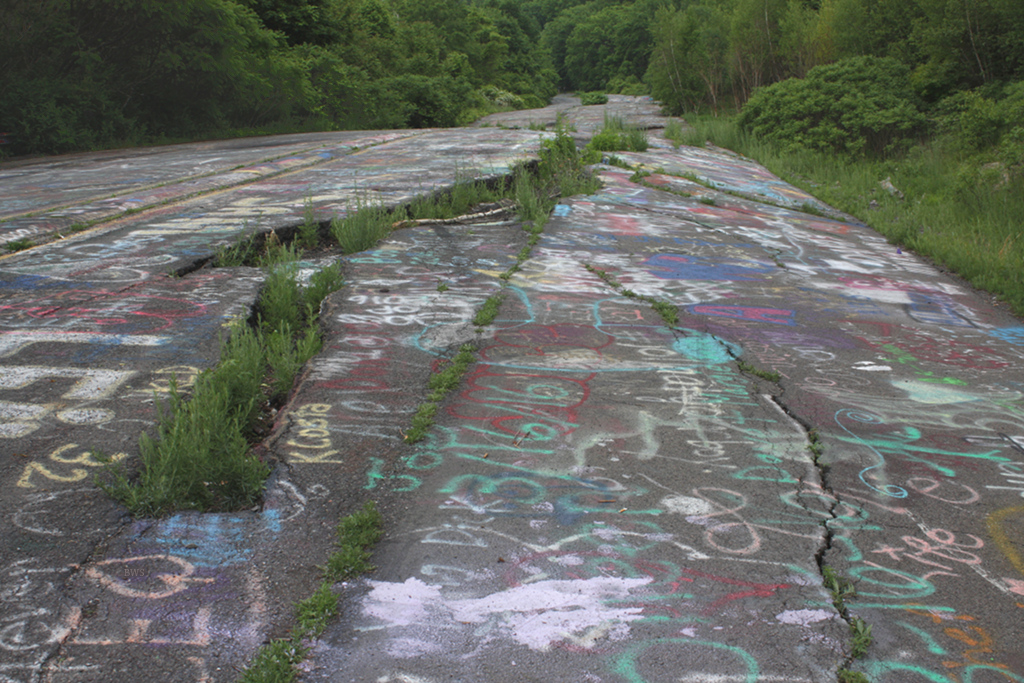
封鎖された州道61号線に描かれた落書き

## 石炭などが長期間にわたり燃え続けた他の例
- 中華人民共和国新疆ウイグル自治区にあったリュウファンゴウ炭鉱 （硫黄溝炭田）では19世紀後半に坑内火災が起こり、2004年に鎮火するまで130年間燃え続けた。
- 地獄の門 - トルクメニスタン・アハル州ダルヴァザ村。1971年から天然ガスが燃え続けており、セントラリアと同様いつ鎮火するか不明。
- 燃える山 - オーストラリア・ニューサウスウェールズ州。砂岩の下にある炭層が燃え続けている。
- ブレンネンダー・ベルク - ドイツ・ザールラント州。地下の炭層が燃え続けている。
- 北海道夕張市にある北炭夕張炭鉱神通坑では1913年（大正2年）に坑内火災が発生し、燃え続けている。
- 佐賀県多久市北多久町小侍の正院谷ボタ山で2017年（平成29年）5月に地権者が伐採した木を焼却する際に石炭くずの山に燃え移って火災が発生。燃え続けたため消防署が定期的に放水を実施したが、2021年（令和3年）1月以降はにおいや煙は確認されず2023年（令和5年）10月に正式に終息宣言された[5]。